# Iain Pears

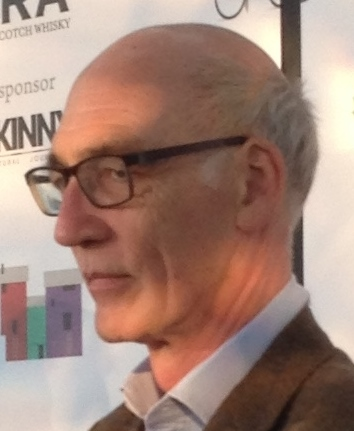
Iain Pears

Iain Pears (* 8. August 1955 in Coventry, West Midlands) ist ein englischer Kunsthistoriker und Schriftsteller.

## Leben
Die Schulzeit absolvierte Pears an der Warwick School in Warwick. Im Anschluss daran studierte er unter anderem Kunstgeschichte und Literatur am Wadham College und am Wolfson College der Oxford University.
Nach erfolgreicher Beendigung dieses Studiums wurde Pears Journalist bei der BBC, beim Channel 4 und beim ZDF. Zwischen 1982 und 1990 arbeitete er als Korrespondent der Nachrichtenagentur Reuters in Frankreich, Italien, den Vereinigten Staaten und Großbritannien. 1987 ernannte die Yale University Pears zum Getty Fellow.
Neben seinen journalistischen Arbeiten entstand mit der Zeit ein literarisches Œuvre, das vom Publikum wie auch von der offiziellen Literaturkritik immer wieder gelobt wurde.
Pears ist verheiratet und lebt mit seiner Familie in Oxford.

## Werke (Auswahl)

### Belletristik
Jonathan-Argyll-Zyklus
- The Raphael Affair. Gollancz, London 1990, ISBN 0-575-04727-5.
  - Der Raffael-Coup. Kriminalroman. Piper, München 1998, ISBN 3-492-25586-8.[1]
- The Titian Committee. Gollancz, London 1992, ISBN 0-575-05342-9.
  - Das Tizian-Komitee. Kriminalroman. Piper, München 1993, ISBN 3-492-15587-1.[1]
- The Bernini Bust. Gollancz, London 1992, ISBN 0-575-05338-0.
  - Die Bernini-Büste. Kriminalroman. Piper, München 1999, ISBN 3-492-15627-4.[1]
- The last jugdement. Gollancz, London 1993, ISBN 0-575-05584-7.
  - Tod des Sokrates. Kriminalroman. Piper, München 1998, ISBN 3-492-25711-9.[1]
- Giotto's Hand. HarperCollins, London 1994, ISBN 0-00-649026-3.
  - Giottos Handschrift. Roman. Heyne, München 1999, ISBN 3-453-15881-4.[2]
- Death and Restoration. HarperCollins, London 1997, ISBN 0-00-649875-2.
  - Caravaggios Erben. Roman. Diana-Verlag, München 2001, ISBN 3-453-17714-2.[2]
- The immaculate deception. HarperCollins, London 1997, ISBN 978-0-00-651111-3.
  - Diabolische Täuschung. Kriminalroman. Piper, München 2006, ISBN 3-426-63426-0 (früherer Titel Die makellose Täuschung).[3]

Standalones
- The Portrait. Riverhead Books, New York 2005, ISBN 1-57322-298-4.
  - Das Portrait. Roman. Droemer Knaur, München 2008, ISBN 978-3-426-63443-1.
- The dream of Scipio.Riverhead Books, New York 2003, ISBN 1-57322-986-5 (thematisiert Somnium Scipionis).
  - Scipios Traum. Roman. Knaur, München 2004, ISBN 3-426-62667-5[3]
- An instance of the fingerpost. Vintage Press, London 1998, ISBN 0-09-975181-X.
  - Das Urteil am Kreuzweg. Heyne, München 2006, ISBN 3-453-43204-5.
- Stone's fall. A novel. Cape, London 2009, ISBN 978-0-224-08179-5.

### Wissenschaftliche Literatur
Aufsätze
- After Browne. In: London Review of Books, Bd. 33 (2011), Heft 6, S. 12, ISSN 0260-9592
- In sum. Corporate support for art. In: Art in America, Bd. 76 (1988), Heft 7, S. 55–59, ISSN 0004-3214
- Patronage and Learning in the Virtuoso Republic. John Talman in Italy, 1709–1712. In: Oxford Art Journal, Bd. 5 (1982), Heft 1, S. 24–30, ISSN 0142-6540

Monographien
- The Discovery of Painting. The Growth of Interest in the Arts in England, 1680–1768. University Press, New Haven, Conn. 1991, ISBN 0-300-03829-1.